# إطلاق النار في تريساكاتي
إطلاق النار في تريساكاتي (بالإندونيسية: Tragedi Trisakti) جرى في جامعة تريساكتي في جاكرتا إندونيسيا في 12 مايو 1998م. في مظاهرة تطالب باستقالة الرئيس سوهارتو، فتح الجنود النار على متظاهرين غير مسلحين. قُتل أربعة طلاب وهم إلانغ موليا ليسمانا وهري هيرتانتو وحفيدين رويان وهندريوان سي، وأصيب عشرات آخرون. تسببت عمليات إطلاق النار في اندلاع أعمال شغب في جميع أنحاء إندونيسيا، مما أدى في النهاية إلى استقالة سوهارتو.

## خلفية
عانى الاقتصاد الإندونيسي في عامي 1997 و1998 بسبب الأزمة المالية الآسيوية. انخفضت قيمة الروبية حيث بلغ سعر الصرف القياسي 6822 روبية لكل دولار من دولارات الولايات المتحدة بحلول 13 أغسطس 1997 واستمرار السقوط الحر.
بحلول عام 1998 كان مئات الطلاب من الجامعات في جميع أنحاء البلاد يتظاهرون مطالبين باستقالة الرئيس سوهارتو. شهدت مظاهرة في 16 مايو 1998 في معهد باندونغ للتكنولوجيا من تجمع 500 متظاهر، وبحلول مارس حدثت مظاهرات أكبر في جامعة إندونيسيا وجامعة غادجا مادا. في 9 مايو 1998 قيل إن ضابط شرطة دادانغ روسمانا قُتل في مظاهرة في جامعة دجواندا.

## المظاهرات واطلاق النار
بدأت مظاهرة احتجاجية غير عنيفة ضد حكومة سوهارتو في جامعة تريساكتي في 12 مايو 1998. وبحلول الساعة 10:00 بالتوقيت المحلي تجمع أكثر من 6000 طالب ومحاضر وموظف في ساحة انتظار السيارات بالجامعة. بدأ المتظاهرون برفع العلم الإندونيسي إلى نصف سارية.
مع اقتراب الظهر استعد المتظاهرون لـ «مسيرة طويلة» إلى مبنى مجلس ممثلي الشعب. على بعد بضع مئات من الأمتار من الحرم الجامعي أوقفتهم الشرطة الوطنية الإندونيسية أمام مكتب عمدة غرب جاكرتا. رداً على ذلك أجرى المحتجون اعتصاماً، حيث قاموا بحظر شارع إس. بارمان. وصلت التعزيزات العسكرية للشرطة بعد وقت قصير. في الساعة 15:30 بالتوقيت المحلي أقنع عميد كلية القانون عدي أندوجو المتظاهرين بالعودة إلى الحرم الجامعي في تريساكتي.
بحلول ذلك الوقت كانت قوات الأمن في الموقع في ذلك الوقت هي لواء الشرطة المتنقل وكتيبة الفرسان التاسعة وكتيبة المشاة 203 ومدفعية الدفاع الجوي كوسراد وكتيبة المشاة 202 وفرقة كودام جايا لأعمال الشغب وكتيبة آلية. كانت مجهزة بدروع مكافحة الشغب، والغاز المسيل للدموع.
بحلول الساعة 17:00 من ذلك اليوم عاد معظم المتظاهرين إلى الحرم الجامعي. ثم سمعت الشتائم قادمة من الجيش والشرطة. لم يمض وقت طويل بعد ذلك حتى فتحوا النار، مما تسبب في ذعر المتظاهرين والانتثار هربًا من طلقات النار. تم تم إطلاق النار على طالبين هما إلانغ موليا ليسمانا وهندريوان سي أثناء محاولتهما الدخول إلى مبنى الجامعة في مبنى الدكتور سياريف ثايب.
بعد ساعة تجمع الطلاب الذين لم يلجأوا داخل مباني الجامعة في الساحة المركزية المفتوحة. وواصل الجنود المتمركزون على أسطح المنازل القريبة إطلاق النار، مما أسفر عن إصابة المزيد من الطلاب وقتل اثنين آخرين هما هوري هارتانتو وحفيدين رويان. في حوالي الساعة 20:00 مساءً توقف إطلاق النار وتم نقل الجرحى إلى المستشفيات القريبة.
في الساعة 22:00، أعلن عدي أنديجو في مؤتمر صحفي بثه على الهواء مباشرة على محطة إذاعة الحرم الجامعي أن أربعة طلاب قد قتلوا، ونشر أسماءهم. على الرغم من أن الجيش نفى استخدام الذخيرة الحية، فقد أشارت تقارير تشريح الجثة إلى أن الطلاب قد أصيبوا بطلقات حية من مسافة قصيرة.

## ما بعد الحادثة
أصبح الغضب الشعبي ضد إطلاق النار حافزًا لأعمال الشغب الإندونيسية التي اندلعت في مايو 1998، والتي تضمنت مذابح ضد الإندونيسيين الصينيين. قُتل نحو 1200 شخص معظمهم محاصرون داخل المباني التي اشتعلت فيها النيران. نتيجة لأعمال الشغب وما شابهها في جميع أنحاء البلاد، استقال الرئيس سوهارتو في 21 مايو 1998. خليفة سوهارتو الرئيس يوسف حبيبي أعلن أن: إلانج موليا ليسمانا وهري هيرتانتو وحفيدين رويان وهندريوان سي «أبطال إصلاح».

### التحقيق
في نوفمبر 2000 أعلن أن الشرطة استدعت لاستجواب الضباط الأحد عشر المشتبه بتورطهم من قبل الشرطة العسكرية. ولكن بحلول نهاية العام لم يتم استجواب أي من المشتبه بهم.
أعادت اللجنة الوطنية الإندونيسية لحقوق الإنسان فتح التحقيق في عام 2008 وقدمت استنتاجاتها إلى مكتب المدعي العام الإندونيسي. أعلن مكتب النائب العام أن التحقيق غير كامل وأعاد جميع الوثائق.
اعتبارًا من مايو 2011 لم تغلق الحكومة الإندونيسية التحقيق في الأحداث أو عاقبت أيًا من المسؤولين عنها، على الرغم من وجود مظاهرات وتجمعات ونداءات استكشافية في عام 2008 و2010 و2011. وعد نائب المدعي العام لإندونيسيا دارمونو بالتحقيق أكثر في الحادث.

### المتحف
تأسس متحف تريساكتي (المعروف أيضًا باسم متحف مأساة 12 مايو) في جامعة تريساكتي في ذكرى الحادث.